# Velence és lagúnája
Velence (olaszul Venezia, IPA: [veˈnɛʦːʦja]; velencei nyelven: [veˈnɛːsja]) a lagúnák városa, az észak-olaszországi Veneto régió székhelye, amely az Adriai-tenger északi részén fekvő mocsaras Velencei-lagúnában fekszik. Ez a sós vizű lagúna két jelentős folyó, a Pó és a Piave torkolata között fekszik. A teljes velencei comune lakossága 271 633 fő (2004. január 1.), ebből a „centro storicóban” (a történelmi városközpont, Velence magja) 62 000-en, a „terra fermában” (a lagúnán kívüli területek), nagyrészt Mestrében és Margherában 176 000-en élnek. A Padova és Velence által alkotott urbanizált régió lakossága 1 600 000 fő.
A velencei szigetvilág valamivel több mint hét négyzetkilométerre terjed ki. A „comune” területe azonban ennél sokkal nagyobb, mivel az magába foglalja Burano, Murano és Torcello szigeteit a lagúna belsejében, a Lidót és Pellestrinát a nyílt tenger felé, valamint a Velencét övező Asseggiano, Carpenedo, Chirignano, Dese, Favaro, Malcontenta, Marghera, Mestre, Tessera, Trivignano és Zelarino városait a szárazföldön. Maga a város hat kerületre (sestiere) oszlik. Ezek a Cannaregio, a Castello, a Dorsoduro, a San Marco, a San Polo és a Santa Croce.
Velence és lagúnája 1987 óta az I-es, II-es, III-as, IV-es, V-ös és VI-os kritériumok alapján a világörökség részét képezi.
A várost sokszor illetik az „Adria királynője”, a „vizek városa” és a „fény városa” jelzőkkel.

## A lagúna királynője

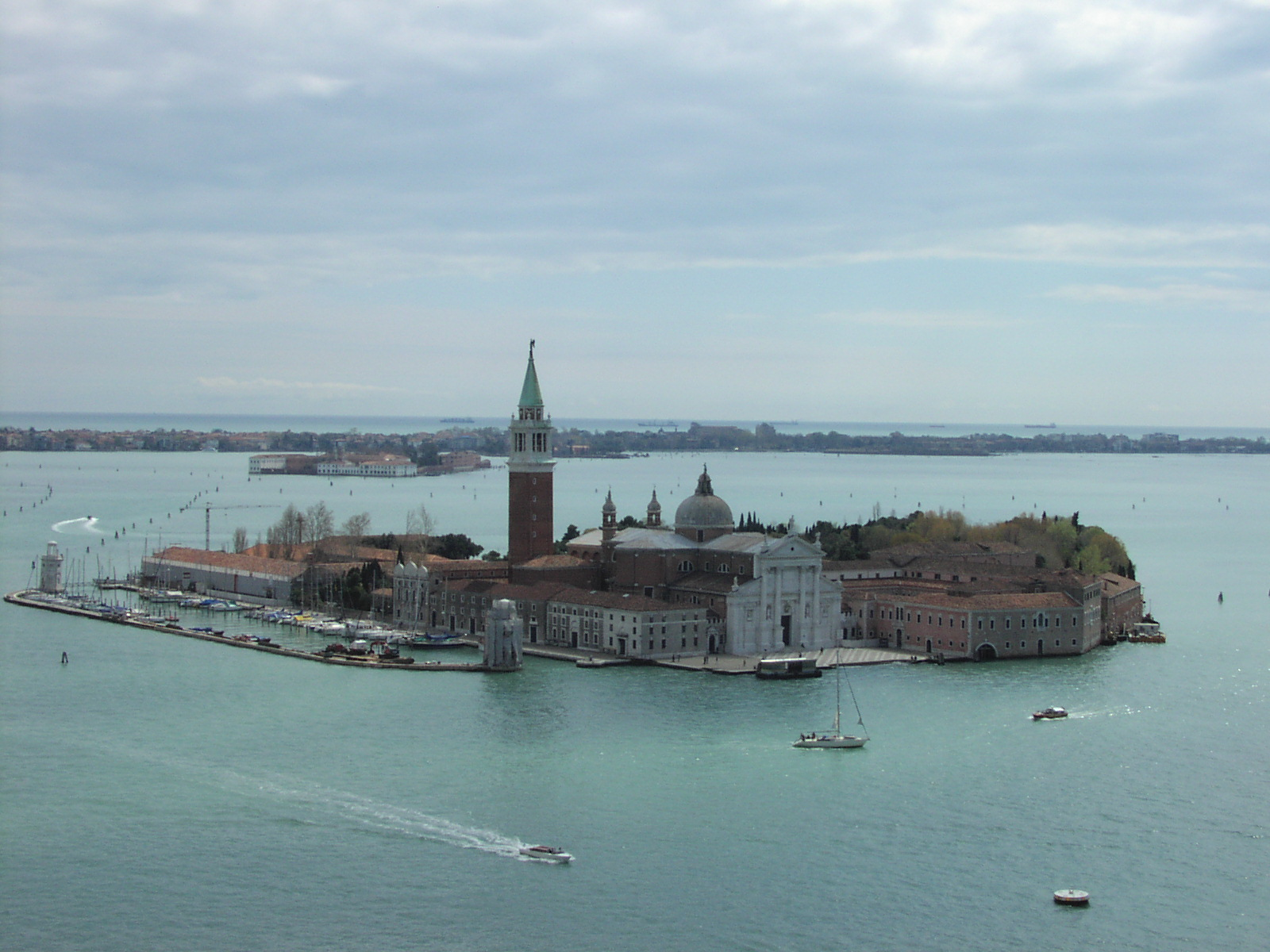
Velence, San Giorgio Maggiore szigete

A természet erőinek is köszönhető Velence létrejötte: a lagúnák és szigeteik a jégkorszakbeli hatalmas folyamáradatoknak és a tenger munkájának állandó összecsapásából származnak. Az Alpokból lezúduló, gleccserek által szaggatott kövek, törmelékek elérték a tengert, s amiket az Adria hullámai a part előtt teregettek el – így a nyílt tenger és a partok lapályaiba nyúló sekélyebb tengerrész között hosszú szigetek és nagy turzások jöttek létre. Így született meg a lagúna, ami 6–10 km szélességben ékelődik a nyílt tenger és a szárazföld közé. A part felé mindinkább elmocsarasodik, ez az ún. holt lagúna. A lagúna másik, eleven részébe viszont bejut a tenger kisméretű apálya és dagálya, a vize tehát együtt él az Adriával, így nem mocsarasodik el, ez az élő lagúna – ilyenből nőtt ki Velence. A holt lagúna csak tavaszi áradások idején áll víz alatt, míg az élő, egész esztendőben. A középkorban számos apró szigeten települések jelentek meg, kolostorok épültek, de ezeknek nagy része mára már nem látható. Csupán néhány sziget maradt lakott, ahová hajón vagy menetrend szerinti közlekedési eszközökkel lehet eljutni.
A lagúnát a Lido és Pellestrina homokzátonyai választják el a tengertől. Három csatornája a Porto di Lido, a Porto di Chioggia és a Porto di Malomocco. A lagúna kiterjedése mintegy 500 km², vize legtöbb helyen sekély.

## Velence védelme

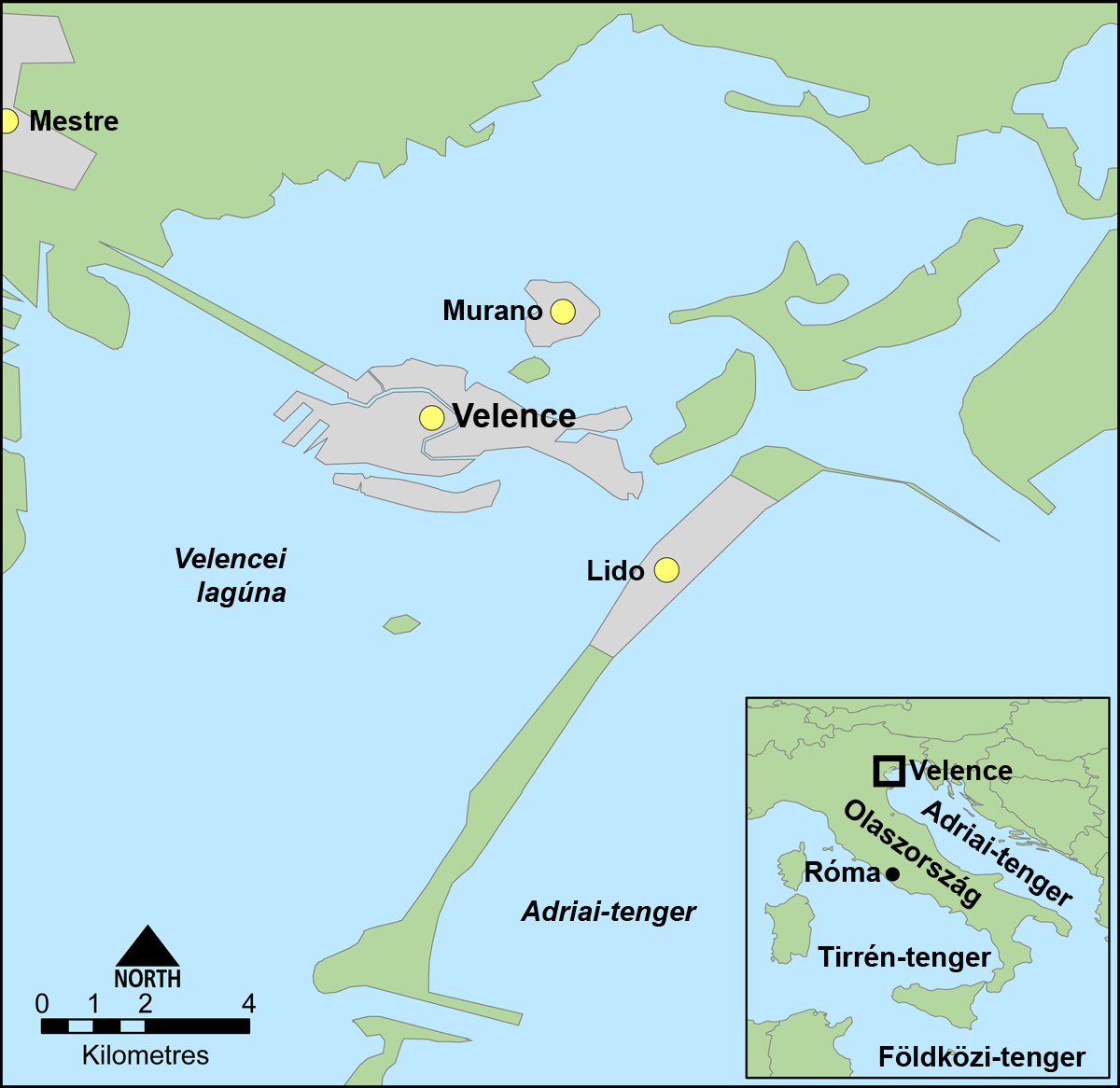
Velence és lagúnája

Velence megmentése szinte évszázadok óta fontos gondot okozott a városlakók számára: nem csupán magát a történelmi központot próbálták védeni, hanem a teljes lagúnarendszert. A legújabb korig hatásos védőrendszert hoztak létre, amikor 1782-ben felhalmozott terméskövekből 15 km-nyi, ún. kőrakást („murazzi”) alkottak, amely megbízható hullámtörő volt majdnem 200 esztendőn át. 1966. november 4-én azonban ez a rendszer felmondta a szolgálatot, amikor óriási áradás lepte el a várost. A történelmi centrumot ekkor hirtelen 1,4 m mély víz borította el.
Míg 1966-ban 200 cm-rel, addig 2000-ben 144 cm-rel emelkedett az átlagos fölé a lagúna vízszintje. Csak egyetlen esztendőben, 1996-ban több mint 100 alkalommal öntötte el a 80 cm-es vagy ennél is magasabb acqua alta („magas víz”) a Szent Márk teret illetve Velence alacsonyabban fekvő részeit. A helyi lakosok ilyenkor néha órákig, máskor napokig kénytelenek a tereken egymás mellé felállított pallókon közlekedni.
Velence két állandó veszélyforrása ma az eliszaposodás és az acqua alta. A 20. század második felében a környék vegyi üzemeinek, kőolaj-finomítójának környezetszennyezése és a közlekedési eszközök légszennyezése miatt egyre gyorsuló ütemben zajlik a város építészeti emlékeinek pusztulása, süllyedése.
Az olasz kormány 1973-ban törvényben rögzítette a város védelmét. 1984-ben e törvény hatályát megerősítették. 1987 óta az UNESCO is szorgalmazza Velence megóvását, hiszen beválasztotta a „tenger királynőjét” a Világörökségbe. Megmentésére évről évre újabb és újabb ötletek születnek, de eddig még nem tudták megállítani a város süllyedését.
„Az 1988-ban született »Mózes terv« mozgatható (szükség esetén a vízszint fölé magasítható) gátakkal zárná el a lagúnát az Adriától, de ez több milliárd dolláros beruházást igényelne, s a környezetvédők szerint megzavarná a lagúna ökológiai egyensúlyát” – olvashattuk az Encyclopædia Britannica világenciklopédiában (39. o.). A terv anyagi források híján váratott magára. Emellett több ellenzője is akadt. A város lakói évek óta tüntetésekkel kívánják felhívni a figyelmet e projekt megvalósíthatatlanságára vagy káros hatásaira.
„…a kormány hozzáfogott a MO.S.E. (MOdulo Sperimentale Elettromeccanico) nevű velencei árvízvédelmi program megvalósításához, amelynek keretében 78 mobil töltést építenek összesen mintegy 2 kilométer hosszúságban a lagúnák bejárata körül. A munkálatok 2003-ban kezdődtek, és a tervek szerint 2012-ben kell(ett volna) befejeződniük. Velencét 1993 és 2002 között több mint ötven áradás sújtotta, s a város 23 centimétert süllyedt a XX. században” – jelentette a National Geographic híradása 2006 decemberében.

### A Lagúna ismertebb szigetei

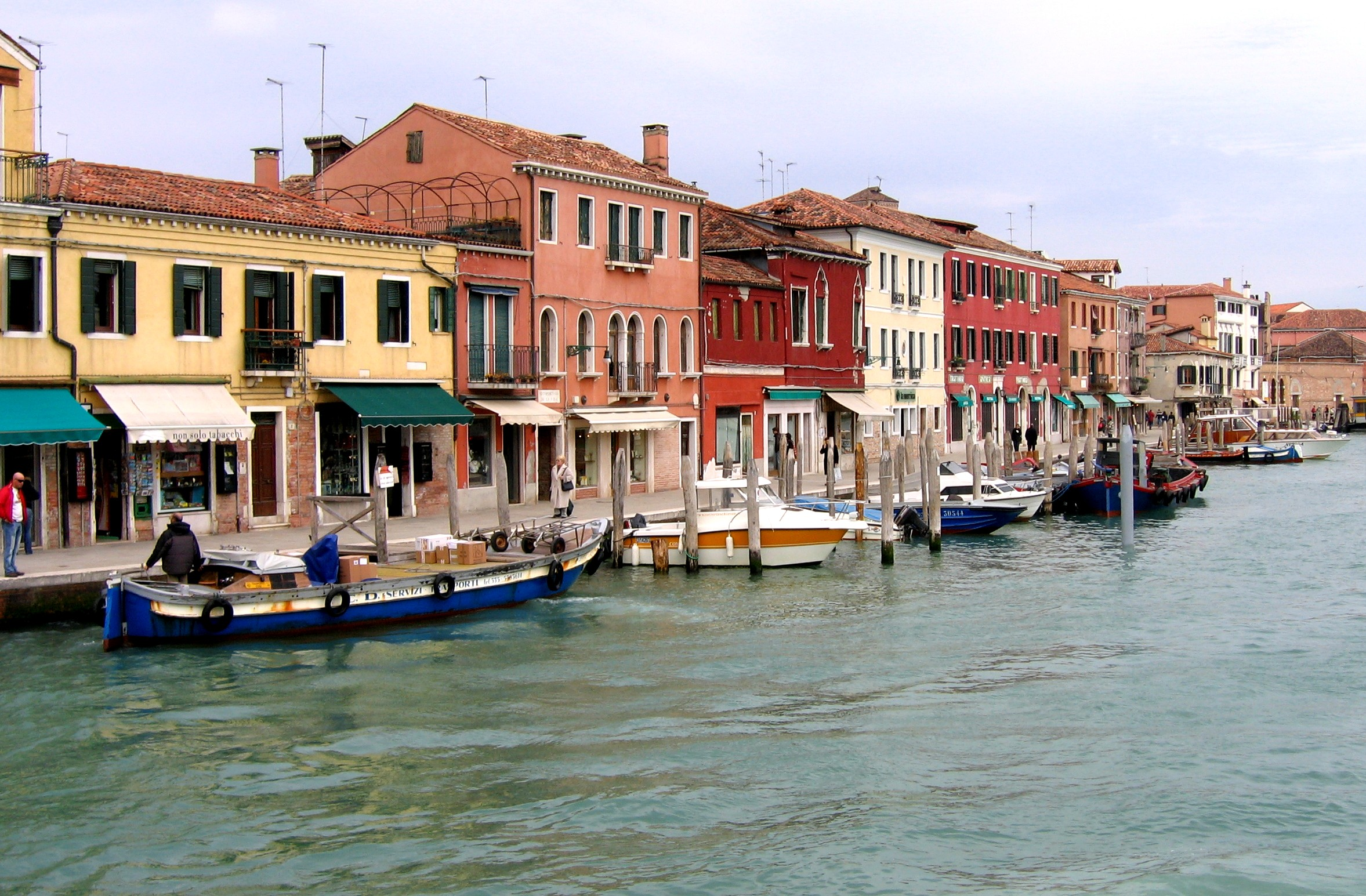
Velence, Murano utcaképe

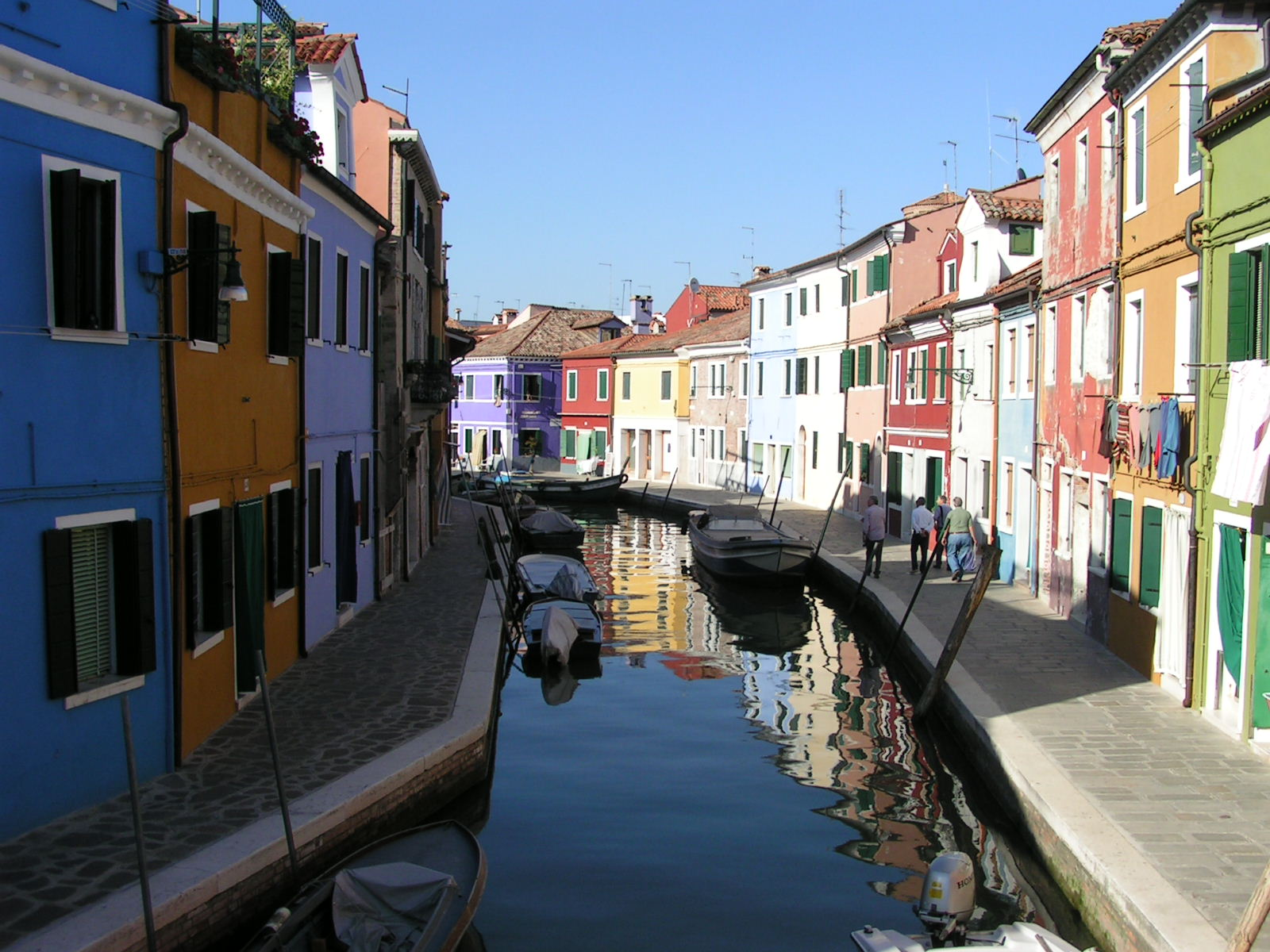
Velence, Burano utcaképe

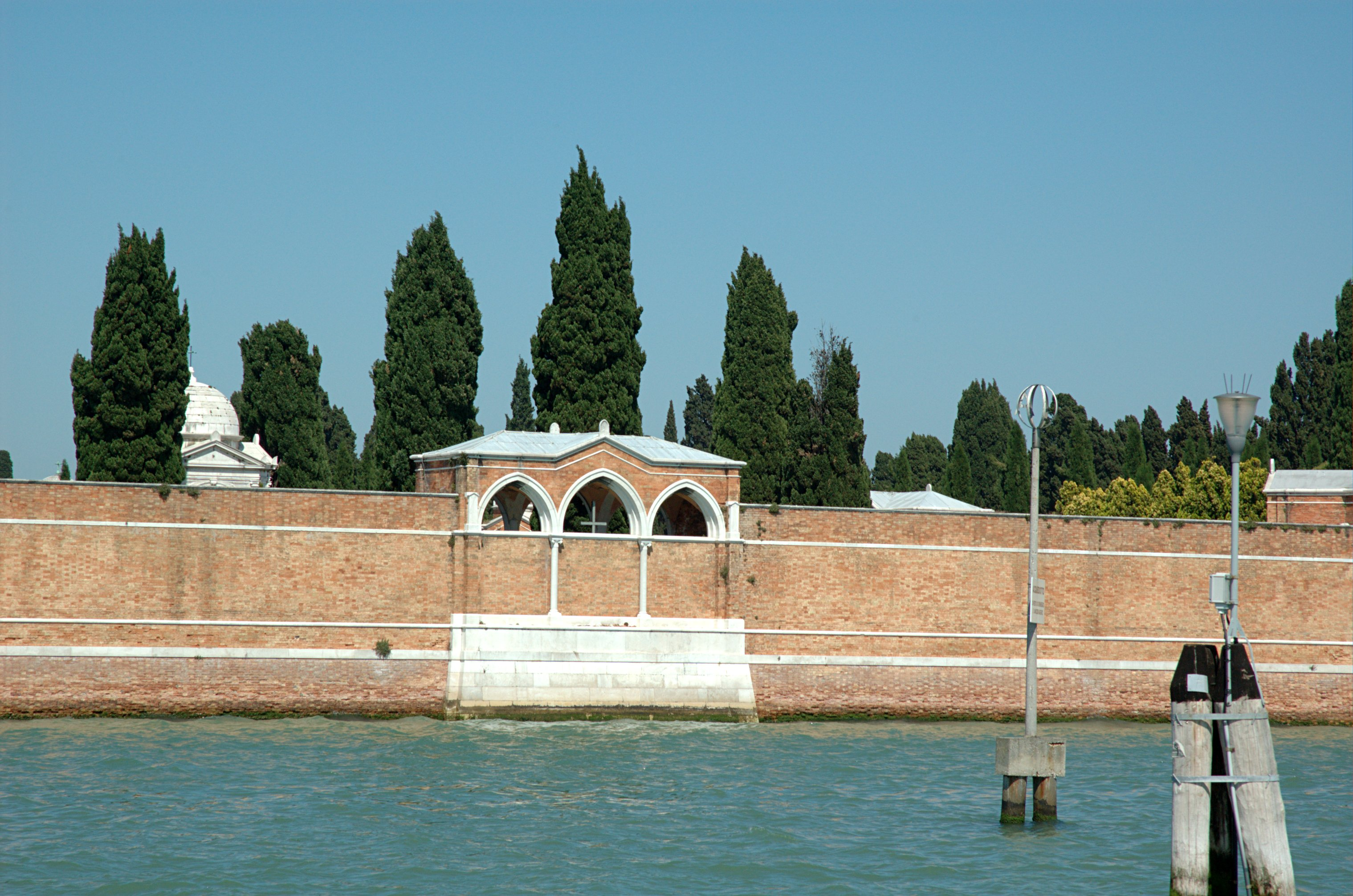
Velence, a San Michele temetősziget

- San Michele-sziget: Velence temetője. Itt áll a San Michele di Isola reneszánsz temploma.
- Murano: másfél kilométerre terül el Velencétől, maga is öt apró sziget összeépüléséből keletkezett. 1292 óta a velencei üveggyártás központja, különösen a 16. században élte virágkorát e tevékenységnek köszönhetően. 1861 óta a Museo Vetrario mutatja be az üveggyártás történetét.
- Burano: apró halászfalucska 5000 fős lakossággal, látnivalója a San Martino plébániatemplom. Hajdan a velencei csipkegyártás központjaként működött. Iskolájában ma is tanítják a csipkeverés technikáját.
- Torcello: már csak néhány tucat ház emelkedik e hangulatos, régies atmoszférát sugárzó szigeten. A 15. században iszaposodott el partja, s lakói a mocsárláz miatt elmenekültek innen. Néhány fennmaradt építészeti emléke a Santa Maria dell'Assunta-katedrális, a Palazzo del Consiglio, a Santa Fosca-templom és a Palazzo dell'Archivio.
- Lido di Venezia: a legnagyobb, hosszan elnyúló sziget a város partja előtt, 18 000 lakossal; nevét a világon számos fürdőhely átvette. A 19. század elején Európa divatos fürdőhelyeként ismerték. E szigeten lakott Thomas Mann regényének (Halál Velencében) hőse.
- San Giorgio Maggiore-szigete: A szigetet a San Giorgio Maggiore templom és bencés kolostor uralja, Velence egyik leglátványosabb temploma. Reneszánsz alkotás, építői: Andrea Palladio (1508–1580) és Baldassare Longhena (1598–1682).

### A Lagúna kisebb szigetei
- San Servolo: 1980 óta az Európa Tanács egy alapítványa kézműves restaurátorokat képez a szigeten.
- San Lazzaro degli Armeni: a Lido szomszédságában fekszik, az 1180-as évektől lepratelep volt, 1717-től örmény katolikus szerzetesek lakják.
- Lazaretto Vecchio: a 12. századi zarándokpihenőhelyre 1434-ben pestiskórházat emeltek a köztársaság rendeletére. Ma lakatlan.
- Le Vignole: főleg mezőgazdasági területként működik.
- La Certosa: robbanószergyár volt egykor e szigeten, ma nyilvános park.
- Sant'Erasmo: a középkorban karanténkórház állt a szigeten pestiseseknek, a 19. század végétől katonai területként működött, majd 1975-ben kiürítették.

## Külső hivatkozások
- velence.lap.hu
- Velence hivatalos honlapja
- Információk Velencéről
- Photo Velence